# BAG2
BAG2 (англ. BCL2 associated athanogene 2) – білок, який кодується однойменним геном, розташованим у людей на короткому плечі 6-ї хромосоми. Довжина поліпептидного ланцюга білка становить 211 амінокислот, а молекулярна маса — 23 772.
| 10         |  | 20         |  | 30         |  | 40         |  | 50         |
| ---------- |  | ---------- |  | ---------- |  | ---------- |  | ---------- |
| MAQAKINAKA |  | NEGRFCRSSS |  | MADRSSRLLE |  | SLDQLELRVE |  | ALREAATAVE |
| QEKEILLEMI |  | HSIQNSQDMR |  | QISDGEREEL |  | NLTANRLMGR |  | TLTVEVSVET |
| IRNPQQQESL |  | KHATRIIDEV |  | VNKFLDDLGN |  | AKSHLMSLYS |  | ACSSEVPHGP |
| VDQKFQSIVI |  | GCALEDQKKI |  | KRRLETLLRN |  | IENSDKAIKL |  | LEHSKGAGSK |
| TLQQNAESRF |  | N          |  |            |  |            |  |            |

A: Аланін

C: Цистеїн

D: Аспарагінова кислота

E: Глутамінова кислота

F: Фенілаланін

G: Гліцин

H: Гістидин

I: Ізолейцин

K: Лізин

L: Лейцин

M: Метіонін

N: Аспарагін

P: Пролін

Q: Глутамін

R: Аргінін

S: Серин

T: Треонін

V: Валін

Кодований геном білок за функціями належить до шаперонів, фосфопротеїнів. 
Задіяний у таких біологічних процесах, як ацетилювання, альтернативний сплайсинг. 